# Койчева къща
Койчевата къща е разположена на улица „Шипка“ № 50 в жилищна зона „Докторски паметник“, район Оборище в София.
Къщата е построена в 1907 година от архитект Пенчо Койчев.